# Ardersier
Ardersier est un village des Highlands, en Écosse. Il est situé sur le littoral du Moray Firth, entre les villes d'Inverness et Nairn, non loin de la forteresse de Fort George.
Administrativement, Ardersier constitue une paroisse civile et possède un community council commun avec le village voisin de Petty (en). Au recensement de 2011, la paroisse civile d'Ardersier comptait 1 167 habitants.

## Toponymie
Le nom Ardersier provient du gaélique écossais et désigne « le promontoire de l'artisan » (ard-na-saor). Il est attesté à partir du XIIIe siècle, sous la forme Ardrosser en 1227, puis Arderosseir en 1257.

## Personnalités liées
- L'écrivain Pryse Lockhart Gordon (en) (1762-1845) est né à Ardersier[2]
- Le médecin Brinsley Nicholson (en) (1824-1892) est né à Ardersier[3].
- L'officier Herbert Macpherson (en) (1827-1886) est né à Ardersier[4].
- Le pianiste Rae Robertson (1893-1956) est né à Ardersier[5].
- L'actrice Helen Mirren et le réalisateur Taylor Hackford se sont mariés à Ardersier en 1997.